# Liga Nacional de Guatemala 1971
La Liga Nacional de Guatemala 1971 es el vigésimo torneo de Liga de fútbol de Guatemala. El campeón del torneo fue el Comunicaciones, consiguiendo su sexto título de liga.

## Formato
El formato del torneo era de todos contra todos a dos vueltas, donde el primer lugar era el campeón, En caso de empate por puntos se realizaría una serie extra de dos partidos a visita recíproca para determinar quien era el campeón. los dos últimos lugares de la fase de clasificación definían el descenso; Los equipos que no ocuparan los dos primeros lugares de la cudrangular por la permanencia (la cuadrangular incluía los dos primeros lugares de la liga de ascenso), descenderían a la categoría inmediata inferior, En caso de empate por puntos se realizaría un partido extra para determinar quien era el equipo que descendería o ascendería en su caso.
Por ganar el partido se otorgaban 2 puntos, si era empate era un punto, por perder el partido no se otorgaban puntos.

## Equipos participantes
| Club                      | Ciudad              | Departamento   |
| ------------------------- | ------------------- | -------------- |
| Aurora                    | Ciudad de Guatemala | Guatemala      |
| Cementos Novella          | Ciudad de Guatemala | Guatemala      |
| Comunicaciones            | Ciudad de Guatemala | Guatemala      |
| Escuintla                 | Escuintla           | Escuintla      |
| FEGUA                     | Ciudad de Guatemala | Guatemala      |
| Municipal                 | Ciudad de Guatemala | Guatemala      |
| Suchitepéquez             | Mazatenango         | Suchitepéquez  |
| Tipografía Nacional       | Ciudad de Guatemala | Guatemala      |
| Universidad de San Carlos | Ciudad de Guatemala | Guatemala      |
| Xelajú Mario Camposeco    | Quetzaltenango      | Quetzaltenango |

### Equipos por Departamento
| Departamento   | N.º | Equipos                                                                                       |
| -------------- | --- | --------------------------------------------------------------------------------------------- |
| Escuintla      | 1   | Deportivo Escuintla                                                                           |
| Guatemala      | 7   | Aurora, Cementos Novella, Comunicaciones, Fegua, Municipal, Tipografía Nacional, Universidad. |
| Quetzaltenango | 1   | Xelajú MC.                                                                                    |
| Suchitepéquez  | 1   | Suchitepéquez                                                                                 |

## Clasificación
|  | Pos. | Equipos                   | PJ | PG | PE | PP | GF | GC | Dif. | PTS | Clasificación                   |
|  | ---- | ------------------------- | -- | -- | -- | -- | -- | -- | ---- | --- | ------------------------------- |
|  | 1º   | Comunicaciones            | 18 | 12 | 5  | 1  | 35 | 11 | +24  | 29  | Campeón - Copa Fraternidad 1972 |
|  | 2º   | Aurora                    | 18 | 12 | 4  | 2  | 33 | 12 | +21  | 28  | Copa Fraternidad 1972           |
|  | 3º   | Municipal                 | 18 | 11 | 3  | 4  | 35 | 14 | +21  | 25  | Copa Fraternidad 1972           |
|  | 4º   | Cementos Novella          | 18 | 10 | 5  | 3  | 27 | 12 | +15  | 25  | Copa Fraternidad 1972           |
|  | 5º   | Xelajú MC                 | 18 | 8  | 4  | 6  | 27 | 19 | +8   | 20  |                                 |
|  | 6º   | Universidad de San Carlos | 18 | 5  | 4  | 9  | 15 | 25 | -10  | 14  |                                 |
|  | 7º   | Suchitepéquez             | 18 | 4  | 5  | 9  | 20 | 25 | -5   | 13  |                                 |
|  | 8º   | Tipografía Nacional       | 18 | 3  | 5  | 10 | 15 | 30 | -15  | 11  |                                 |
|  | 9°   | RGM Escuintla             | 18 | 4  | 3  | 11 | 14 | 33 | -19  | 11  | Cuadrangular por la permanencia |
|  | 10º  | FEGUA                     | 18 | 2  | 0  | 16 | 11 | 51 | -40  | 4   | Cuadrangular por la permanencia |
|  |      |                           |    |    |    |    |    |    |      |     |                                 |

## Campeón
| Campeón Temporada 1971   |
| Comunicaciones 6º Título |
| ------------------------ |

## Cuadrangular por la Permanencia
|  | Pos. | Equipos            | PJ | PG | PE | PP | GF | GC | Dif. | PTS | Clasificación                  |
|  | ---- | ------------------ | -- | -- | -- | -- | -- | -- | ---- | --- | ------------------------------ |
|  | 7º   | RGM Escuintla      | 6  | 3  | 1  | 2  | 7  | 5  | +2   | 7   | Permanece en Liga Nacional     |
|  | 8º   | FEGUA              | 6  | 1  | 4  | 1  | 8  | 8  | 0    | 6   | Partido extra ascenso-descenso |
|  | 9°   | JUCA               | 6  | 1  | 4  | 1  | 10 | 11 | -1   | 6   | Partido extra ascenso-descenso |
|  | 10º  | Juventud Retalteca | 6  | 0  | 5  | 1  | 11 | 12 | -1   | 5   | Permanece en Liga de Ascenso   |
|  |      |                    |    |    |    |    |    |    |      |     |                                |

## Final por el Ascenso
|                                 | Juventud Católica | 3:1 | FEGUA | Estadio Valentín Del Cid, Zacapa |  |
| JUCA Ascendido, Fegua Relegado. |                   |     |       |                                  |  |